# 今井登志喜
今井 登志喜（いまい としき、1886年6月8日 - 1950年3月21日）は、西洋史学者、東京帝国大学名誉教授。

## 生涯
1886年、長野県諏訪郡平野村（現岡谷市）で生まれた。長野県立諏訪中学校（現長野県諏訪清陵高等学校）を卒業し、第一高等学校に進学。東京帝国大学文科大学史学科に進み、1911年に卒業した。
1916年、旧制日本大学中学校（現在の日本大学第一高等学校）教諭に就いた。1920年より第一高等学校教授。1923年、東京帝国大学文学部助教授となり、同年から1926年まで文部省在外研究員として欧米に研究留学。1930年、教授に昇格した。また、1939年10月には文学部長に就任した。1947年、東京帝国大学を定年退官し、名誉教授となった。
1950年3月21日、心臓喘息のため東大病院で死去。

## 研究内容・業績
西洋史研究
専門は西洋史の中でも英国史であり、特にイギリス社会史と都市発達の歴史を専門とした。主著『英国社会史』は名著として知られた。『歴史学研究法』には史料批判の方法が詳細に書かれている。これは、1935年（昭和10年）『岩波講座 日本歴史』に掲載された「歴史学研究法」という一文であり、著者の健康上の理由から、若干の正誤補正を施しただけで、原本に近い形で1953年（昭和28年）に東京大学出版部で刊行された。ドイツの文献を参照しやすいようにドイツ語が併記されている。指導を受けた著名な弟子には、林健太郎がいる。
郷土史ならびに遺跡保護に関する貢献
一方で日本国内の歴史研究にも寄与しており、信濃史料刊行会の顧問を務めるなど郷土史研究にも貢献した。戦後、登呂遺跡調査会委員長も務めた。

## 著作
著書
- 『外国歴史物語』興文社, 1929
  - 全集収録：小学生全集, 1935
- 『西洋歴史解説』目黒書店, 1934
- 『歴史学研究法』岩波書店, 1935
  - 『歴史学研究法』東京大学協同組合出版部, 1949[9]
  - 東京大学出版部, 1953
  - 改版『歴史学研究法 改版』東京大学出版会(東大新書) 1961
  - 新装版 1992
  - 文庫化『歴史学研究法』ちくま学芸文庫, 2023[10]
- 『米国史』研究社(英米文学語学講座), 1941
- 『英国社会史』東京大学協同組合出版部, 1948 [11]
  - 改版 東京大学出版会 1980
  - 新装版 2001
- 『近世における繁栄中心の移動』誠文堂新光社, 1950
  - 新装改題『都市の発達史』1980
- 『都市発達史研究』東京大学出版部, 1951
  - 再版 1978
  - 新装版 2001
- 『西洋政治史』岩波書店, 1952

共著書
- 『国史 学び方 考へ方と解き方』今井克積と共著、考へ方研究社、1935

編書
- 『世界史概説』日本出版協同 1949